# Pimelea villosa
Pimelea villosa är en tibastväxtart. Pimelea villosa ingår i släktet Pimelea och familjen tibastväxter.

## Underarter
Arten delas in i följande underarter:
- P. v. arenaria
- P. v. villosa